# Richard Wright (författare)
Richard Nathaniel Wright, född 4 september 1908 i Roxie i Mississippi, död 28 november 1960 i Paris i Frankrike, var en amerikansk författare. Han är mest känd för sin självbiografiska barndomsskildring Black Boy från 1945. 

## Biografi
Richard Wright är en av USA:s mest framgångsrika afroamerikanska författare, med kända titlar som Son av sitt land (Native son, 1940) och Den långa drömmen (The long dream, 1958). 
Richard Wright levde i den tid han beskriver i sina böcker, och berättade: De vita förväntade sig att man skulle le mot dem när de kallade en "jävla nigger", men det föll mig aldrig in att jag var sämre än någon annan.
I ett avsnitt ur den självbiografiska boken Black Boy (1945) beskriver Wright hur han "på skoj" bröt nacken av en kattunge. Hans mor tvingade då ut honom i den kyliga natten i Mississippis 1910-tal för att begrava kattungen. Den natten, har han berättat, lärde jag mig att respektera alla sorters liv.
Richard Wright har även skrivit dikter i den japanska poesiformen haiku.
Han avled i en hjärtinfarkt i Paris, där han bodde med sin familj sedan 1944. Han vilar på kyrkogården Père-Lachaise i samma stad.

## Bandungkonferensen: ras och religion
För en svensk publik är Richard Wright genom Jan Myrdals förmedling känd för sin rapportering från Bandungkonferensen i boken The Color Curtain. Jan Myrdal återkom ofta till att ”mycket talar för att Richard Wright får rätt när han på Bar Monaco för en generation sedan sade mig vad jag då vägrade tro: ’Framtiden blir ras och religion.’” I The Color Curtain skrev Wright att 
”Sukarno appellerade till ras och religion; de var de enda realiteterna i åhörarnas liv som han kunde tala om för att väcka gensvar hos dem. Och när jag satt och lyssnade började jag ana ett djupt organiskt samband här i Bandung mellan ras och religion, två av de starkaste och mest irrationella krafterna i människan. Sukarno frammanade inte dessa tvillingdemoner; han försökte inte skapa dem; han försökte organisera dem … ras och religion var realiteter: svullna, känsliga, omstörtande …
Det var ingen tillfällighet att de flesta delgaterna var djupt religiösa män som företrädde regeringar och folk 
 genomsyrade av mysticistiska livsåskådningar. Asiatiska och afrikanska folk hade underkuvats under antagandet att de vore på något sätt biologiskt underlägsna och oförmögna att styra sig själva, och den vita västvärlden som slavbundit dem hade antingen omvänt dem till kristendomen eller hade gjort dem smärtsamt medvetna om sina gamla traditionella religioner, vilka de hållit fast vid under imperialistiskt styre. De omvända kristna hade blivit lärda att hoppas på frihet och social rättvisa, vilket den vita västvärlden förnekat dem. Sålunda hade en rasmedvetenhet, som skapats av västvärldens attityder och åtgärder, långsamt blandats med en religiös känsla i försvarsposition; här, i Bandung, hade de två förenats till ett: ett rasligt och religiöst system för identitetsskapande, som yttrade sig som en känsloladdad nationalism vilken nu överskred statsgränser